# Kosyno
Kosyno, česky také Kosina (ukrajinsky Косино, dříve Коцкосалаш, maďarsky Kockaszállás) je osada obce Obava, v okrese Mukačevo, v Zakarpatské oblasti Ukrajiny. Patří do Čynadijevské vesnické komunity. V roce 2025 v Kosynu žilo 1026 obyvatel. V Kosynu je aquapark.
Místní částí Kosyna je Zimbrilovo (ukrajinsky Зімбрілово).

## Historie
V roce 1649 byl ve vsii farář. Dřevěný kostel sv. Mikuláše s jedním malým zvonem se připomíná v roce 1733. V roce 1778 se připomíná opuštěný starý dřevěný kostel zasvěcený svaté Matce Boží. Další vzpomínka na starý dřevěný kostel je z roku 1881.Tento kostel se zachoval po postavení zděného a kolem poloviny 20. let 20. století byl údajně přenesen do jiné obce. Současný zděný chrám, který je zasvěcen svatému Iljovi, pochází z roku 1912. Do uzavření Trianonské smlouvy byla ves součástí Uherska, poté byla součástí československé první republiky. V roce 1922 byla vedena pod názvem Kosina. V letech 1938 až 1944 byla na základě první vídeňské arbitráže součástí Maďarského království.